# Új-kaledóniai vitorlásgekkó
Az új-kaledóniai vitorlásgekkó (Correlophus ciliatus, korábban Rhacodactylus ciliatus) a hüllők (Reptilia) osztályában a gyíkok (Sauria) alrendjébe, a gekkófélék (Gekkonidae) családjába tartozó faj, amit 1866-ban fedezett fel Alphone Guichenot francia zoológus. Később hosszú ideig kihaltnak hitték, ám 1994-ben Robert Seipp és Philippe de Vosjoli újra felfedezte a fajt. Testhossza 18–23 cm.

## Származása, elterjedése
Új-Kaledónia két szigetén, a Grand Terre-en és a Pine-szigeten őshonos.

## Megjelenése
Bőre sárgás, barnás, vagy vöröses. Számos szín- és mintaváltozatát tenyésztették ki. Szemétől a háta közepéig tüskeszerű taraj fut, emiatt néha szempillás gekkónak is hívják. Kapaszkodófarkát képes ledobni, de más gekkófajokkal ellentétben nem nő helyette új. Hátsó lábai között bőrvitorla feszül, amit a fák közti manőverezésre használ — innen ered a faj neve.

## Életmódja, élőhelye
Az alsó lombkoronaszint lakója, a fák vékonyabb ágain, több méter magasban él. Nokturnális, azaz éjszaka aktív, nappal a fakéreg repedéseiben, levelek alatt pihen. Főként gyümölcsökkel és rovarokkal táplálkozik. A nőstény 25–40 naponta kettesével rak tojást, ezek 65–100 nap múlva kelnek ki. Ivadékait nem gondozza.

## Fogságban tartása
Élettartamát fogságban 20 évre becsülik, de mivel viszonylag új hobbihüllőnek számít, ez a becslés bizonytalan. Rendkívüli népszerűségnek örvend; mivel szelíd és terráriumban könnyen tartható, kezdőknek is ajánlott. A hímek gyakran harcolnak egymással a dominanciáért, ezért együtt tartásuk nem javasolt.